# تیره‌راسوی اروپایی
تیره‌راسوی اروپایی (نام علمی: Mustela lutreola) نام یک گونه از سرده راسو است.